# Ben Sherwood
Benjamin Berkley Sherwood (ur. 12 lutego 1964) - prezes ABC News.

## Dzieciństwo i edukacja
Ben Sherwood urodził się w Los Angeles. W 1981 r. ukończył Harvard-Westlake School w Los Angeles. W roku 1986 ukończył Harvard College, a w latach 1986-1989 studiował na Oxford University.

## Kariera

### Dziennikarstwo telewizyjne
W latach 1989 do 1993, Sherwood był współproducentem i producentem dla programu Primetime w telewizji ABC News, który prowadzili Diane Sawyer i Sam Donaldson. W tym czasie był także częścią ekipy stacji ABC News w sierpniu 1992 r. w Sarajewie, gdzie znalazł się pod ostrzałem snajperów. David Kaplan jeden z członków ekipy zginął w tym incydencie.
W 1997 r. przeszedł do programu Nightly News w stacji NBC jako producent, następnie został starszym producentem, a ostatecznie starszym producentem nadawczym. Odszedł z NBC News w lutym 2002 r.
W kwietniu 2004 został wybrany na producenta wykonawczego programu Good Morning America. Z kolei 3 grudnia 2010 r. Ben Sherwood został prezesem ABC News zastępując Davida Westina.

### Pisarstwo
Sherwood publikował swoje artykuły w takich gazetach i magazynach, jak: The New York Times, The Washington Post, Los Angeles Times, Newsweek, Parade Magazine oraz w O Magazine.
W 1996 napisał swoją pierwszą powieść, pt. Red Mercury, która została opublikowana pod pseudonimem Max Barclay przez wydawnictwo Dove Books. Akcja książki dotyczy pogróżek terrorystów, którzy grożą użyciem broni nuklearnej podczas igrzysk w 1996 r. w Atlancie. Podobno prezydent Bill Clinton przeczytał książkę, zanim udał się na igrzyska w Atlancie.
W 2000 r. gdy pracował w NBC Nightly News, napisał bestsellerową powieść, pt. The Man Who Ate The 747 opublikowaną przez Bantam Books. Jest to tragikomiczna opowieść o przedstawicielu z Księgi Rekordów Guinnessa, który jedzie do miejscowości Superior w Nebrasce, aby ustalić autentyczność próby, w której człowiek zjadł Boeinga 747. Główny bohater poznaje introwertycznego i szalonego farmera, który zjadł Boeinga poprzez rozdrobnienie go na pył. Poprzez zjedzenie samolotu chciał udowodnić rozmiar i możliwości swojej miłości do kobiety, która żyje w niewielkim miasteczku.
W 2004 roku Sherwood wydał książkę The Death and Life of Charlie St. Cloud, która opowiadała historię młodego człowieka, który podróżuje pomiędzy światem życia i śmierci. Książka stała się podstawą do nakręcenia filmu z rolą główną Zacka Efrona i reżyserii Burra Steersa, wyprodukowany został przez Marca Platta i wydany przez Universal Pictures 30 lipca 2010 roku pod tytułem Charlie St. Cloud.
W styczniu 2009 Sherwood napisał swoją pierwszą książkę typu non-fiction, pt. The Survivors Club: The Secrets and Science that Could Save Your Life, którą wydał Grand Central Publishing. The Survivors Club bada granice ludzkiej wytrzymałości w różnych warunkach. Książka stała się bestsellerem New York Timesa i została opublikowana w ponad15 językach.

### Przedsiębiorca internetowy
W styczniu 2009 r. Sherwood uruchomił swoją stronę TheSurvivorsClub.org, która jest źródłem i siecią wsparcia dla ludzi stawiających czoła przeciwnościom losu. Strona jest społecznym przedsiębiorstwem dla ludzi potrzebujących pomocy, by przetrwać i dalej dobrze się rozwijać pomimo przeciwności losu, w takich obszarach, jak zdrowie, finanse, rodzina i ekstremalne wyzwania.
W sierpniu 2010 roku strona The Survivors Club wystartowała ponownie, lecz tym razem jako część Hearst Digital Network, która należy do Hearst Corporation.

## Aktywność społeczna
Sherwood jest członkiem zarządu City Year (Los Angeles) i członkiem grupy doradczej Center for Public Integrity w Waszyngtonie. Jest ponadto członkiem Council on Foreign Relations in Nowym Jorku.

## Życie prywatne
Ben Sherwood jest żonaty z Karen Kehela Sherwood, która jest współprzewodniczącą Imagine Films, należącym do wytwórni filmowej i telewizyjnej Imagine Entertainment. Mają dwóch synów Williama Richarda Sherwooda i Charlesa Edmunda Sherwooda.